# Ambalabe Befanjava
Pour les articles homonymes, voir Ambalabe.
Ambalabe Befanjava est une commune urbaine malgache située dans la partie nord-est de la région de Boeny.